# En kat på vejen - et midtjysk teknologieventyr
En kat på vejen - et midtjysk teknologieventyr er en dansk dokumentarfilm fra 1986 instrueret af Peter Ravn.

## Handling
Denne artikel mangler et handlingsreferat. Hjælp os med at skrive det.